# كريستوفر إيوبانكس
كريستوفر إيوبانكس (بالإنجليزية: Christopher Eubanks)‏ هو لاعب كرة مضرب أمريكي، ولد في 5 مايو 1996 في أتلانتا في الولايات المتحدة.

## وصلات خارجية
- كريستوفر إيوبانكس على موقع رابطة محترفي التنس (الإنجليزية)
- كريستوفر إيوبانكس على موقع الاتحاد الدولي لكرة المضرب (الإنجليزية)
- كريستوفر إيوبانكس على موقع خلاصة التنس.كوم (الإنجليزية)
- كريستوفر إيوبانكس على موقع إي إس بي إن.كوم (الإنجليزية)